# La Quinzaine littéraire
Pour les articles homonymes, voir Quinzaine (homonymie).
La Quinzaine littéraire est un bimensuel fondé en 1966 par Maurice Nadeau et François Erval, qui publie essentiellement des recensions critiques d'ouvrages, littéraires aussi bien qu'historiques, philosophiques, psychanalytiques ou sociologiques.
En 2013 lui succède La Nouvelle Quinzaine littéraire, dont la société éditrice homonyme dirigée par Patricia De Pas reprend le fonds de commerce de l'ancienne société en liquidation judiciaire, permettant à la publication de reparaître après une suspension de deux numéros. Ce journal est renommé Quinzaines, le 1er janvier 2019. Il poursuit la publication dont le fonds a été repris par la société éditrice renommée La Nouvelle Quinzaine, sans discontinuité de la numérotation depuis son premier numéro du 15 mars 1966. De fait, le numéro de janvier 2024 est le 1258è du titre.
En 2016, à la suite d'un désaccord sur les orientations éditoriales remontant à octobre 2015, une partie des collaborateurs en place décide de fonder un autre journal (en ligne), se réclamant de l'esprit du fondateur, En attendant Nadeau.

## Présentation
La Quinzaine littéraire a proposé des chroniques sur l'actualité des lettres et des sciences humaines. Plus d'un millier de collaborateurs, des universitaires, des journalistes, des traducteurs et des écrivains (dont quatre futurs académiciens : Jacqueline de Romilly, Angelo Rinaldi, Hector Bianciotti et Dominique Fernandez) ont participé à cette aventure de 1966 à 2013.
Les contributeurs étaient tous bénévoles,.
La secrétaire de rédaction fut Anne Sarraute pendant plus de quarante ans, de 1966 à 2008.

### Archives
Les archives étaient disponibles en ligne permettant la recherche de 40 000 références d'articles chroniquant, dans tous les domaines, les œuvres éditées, produites ou présentées en France depuis plus de quarante ans. Par décision du tribunal de commerce, l'ensemble des archives a été transféré à La Nouvelle Quinzaine littéraire.

## Historique

### 1966-2013 — L'ère Nadeau
La Quinzaine littéraire est fondée en 1966 par Maurice Nadeau, alors directeur de la revue et collection « Les lettres nouvelles », et François Erval directeur de la collection « Idées » chez Gallimard. L'idée du périodique est de s'intéresser aux livres, entre la revue et le supplément littéraire, sur le modèle de The New York Review of Books qui venait de se créer.
François Erval est directeur de publication de La Quinzaine de 1966 à 1973. Maurice Nadeau anime les comités de rédaction tous les quinze jours depuis 1966 et participe lui-même à la construction du journal, de la mise en page à la surveillance de l’impression.
Peu de temps avant sa mort, face aux difficultés du périodique menacé de dépôt de bilan, Maurice Nadeau publie un texte intitulé « Vous ne laisserez pas mourir La Quinzaine ! », dans lequel il avance l’idée de créer une société participative avec deux collèges, les lecteurs et amis de La Quinzaine et les collaborateurs, pour recapitaliser la société mère avec une entrée à 100 euros minimum : « Ainsi, écrit-il, chacun pourra devenir actionnaire et propriétaire de "son" journal ». Nadeau cherche alors un repreneur pour porter le projet de relance de la publication.

### La Nouvelle Quinzaine littéraire
Le 16 juin 2013, Maurice Nadeau décède. La société SELIS, éditeur originel de la revue, publie le dernier numéro le 15 septembre 2013 et entre en liquidation judiciaire le 3 octobre 2013.
Patricia De Pas présente un projet de sauvetage du journal devant le tribunal de commerce de Paris, qui l'accepte le 29 octobre. Le mandataire judiciaire transfère les actifs de la SELIS à une nouvelle société éditrice, La Nouvelle Quinzaine littéraire, dont l'un des actionnaires est la Société des contributeurs et des lecteurs de la Quinzaine littéraire (environ 400 souscripteurs) qui avaient répondu à l'appel de Maurice Nadeau en faveur de cette reprise menée par Patricia De Pas.
Le premier numéro de La Nouvelle Quinzaine littéraire paraît le 1er novembre 2013, après la suspension de La Quinzaine littéraire au mois d'octobre.
En septembre 2015, Patricia De Pas propose un projet de restructuration pour faire face à une baisse du lectorat et relancer l'intérêt pour le titre. Pour expliquer sa restructuration du journal, la directrice de publication évoque des « turbulences » relatives à la ligne éditoriale du titre : « lettres de lecteurs déçus par la direction éditoriale qui avait succédé à Maurice Nadeau », « courrier du responsable d’une des plus grandes librairies parisiennes m’indiquant pourquoi il ne voulait plus diffuser notre journal (“une famille exclusive”, “le népotisme qui règne au sein de votre rédaction”) », « confidences d'intellectuels attirant mon attention sur certaines formes de complaisances », l'auraient confortée dans sa décision.

### Départ d’une partie de la rédaction et renouvellement
En 2015, Tiphaine Samoyault, membre de la direction éditoriale, affirme dans Télérama que « l’ensemble des collaborateurs du journal, trente-cinq environ, tous bénévoles, nous a cooptés, Jean Lacoste, Pierre Pachet et moi, pour nous occuper de la direction éditoriale. » Selon elle, Patricia De Pas, bien que repreneuse du titre, ne devait pas intervenir dans la ligne éditoriale, selon le souhait supposé de Maurice Nadeau qui n’avait de fait jamais désigné son successeur. Le trio éditorial qui s’était choisi après la mort de Maurice Nadeau est évincé à partir du numéro du 15 octobre 2015.
Selon Nicolas Dutent, dans L'Humanité, il s'agit d'un véritable « « putsch », d'un « autoritarisme aveugle » et d'un « despotisme qui ne dit pas son nom » » de la part de Patricia De Pas. Selon ce journaliste, cette intervention directe dans l'éditorial va à l’encontre de la culture collective héritée de Nadeau. La majorité des collaborateurs auraient refusé des « procédés qui vont à l’encontre des pratiques amicales ». Finalement, Nicolas Dutent se ravise et choisit de collaborer à son tour à la nouvelle formule lancée par Patricia De Pas.
Le 13 janvier 2016, une grande partie des collaborateurs — tous bénévoles — annonce leur démission collective et la création d’un nouveau journal en ligne, gratuit et consacré à la littérature, aux sciences humaines et aux arts, En attendant Nadeau en explicitant les motifs de leur départ.
La publication du journal papier se poursuit aujourd’hui sous la direction éditoriale de Michel Juffé, Jean Daive,Jean-Michel Gentizon, Rafael Pic, Yves Surel. Chaque numéro imprimé est consultable dans les bibliothèques publiques et vendu chez la plupart des marchands de journaux.

### Changements de nom et de périodicité
Le 1er janvier 2019, le journal change de nom et devient Quinzaines.
Le 1er janvier 2020, le journal change de périodicité et devient mensuel.

### Travaux de correction et de maquette non payés
En 2024, des correcteurs et des maquettistes travaillant pour Quinzaines saisissent le Syndicat général du Livre et de la communication écrite CGT pour dénoncer certaines pratiques de la direction de la revue, notamment le non-paiement ou le paiement avec beaucoup de retard du travail réalisé